# Sérgio Vieira (Fußballtrainer)
Sérgio Agostinho de Oliveira Vieira, genannt Sérgio Vieira, (* 15. Januar 1983 in Póvoa de Lanhoso) ist ein portugiesischer Fußballtrainer und ehemaliger -spieler. Er trat als defensiver Stürmer an.

## Karriere
Als Fußballspieler trat Vieira nur kurze Zeit unterklassige Klubs in seiner Heimat an. Inspiriert durch die Erfolgsserie von José Mourinho beim FC Porto, entschloss er sich, während der Fernsehübertragung des Finalspiels in der UEFA Champions League 2003/04 Trainer zu werden. Vieira begann ein fünfjähriges Studium mit der Zielrichtung Trainer zu werden. Bereits ab seinem zweiten Studienjahr begann er mit Jugendmannschaften und auch als Assistenztrainer für Mannschaften wie Académica de Coimbra, Sporting Braga und Sporting Lissabon zu arbeiten.
Nach Reisen durch Europa ging Vieira 2014 nach Brasilien um den dortigen Fußball kennenzulernen. Dabei machte er Station in Rio de Janeiro, São Paulo, Curitiba und Florianópolis. Im Zuge einer Visite beim Athlético Paranaense erhielt er dort das Angebot als Nachwuchstrainer zu arbeiten. Zum Jahresanfang 2015 nahm er dieses an. Zunächst arbeitete er bei den Profi mit und übernahm dann die U23-Auswahl. Ende Juli nahm er ein Angebot des Guaratinguetá Futebol an, diesen in der Série C zu managen. Athlético und Guaratinguetá waren eine Partnerschaft eingegangen. Athlético stellte dem Klub 16 Spieler der U23 nebst Trainerstab für die Austragung der Série C zur Verfügung. Bis zu deren Ausscheiden in der Gruppenphase führte sie Vieira in neun Partien. Danach kehrte er Athlético Paranaense zurück, um deren Profis interimsweise zu führen. So betreute er die Mannschaft im Achtelfinalrückspiel der Copa Sudamericana 2015 gegen den Brasília FC am 30. September sowie am 29. Spieltag der Série A 2015 beim FC São Paulo am 3. Oktober.
Im November 2015 gab Ferroviária bekannt, Vieira als Cheftrainer zum Start in die Saison 2016 verpflichtet zu haben. Der Kontakt wurde befristet bis zum Ende der Staatsmeisterschaft von São Paulo 2016 im April. Nachdem der Klub in der Staatsmeisterschaft in Gefahr kam in deren Série A2 abzusteigen, wurde ihm gekündigt. Anfang Juni wurde seine Verpflichtung durch América Mineiro bekannt. Der Klub hatte Givanildo Oliveira nach dem sechsten Spieltag der Série A 2016 auf Platz zwanzig liegend entlassen. Am 17. Juli wurde wiederum ihm gekündigt. Er hatte den Klub in neun Ligaspielen und einem im Copa do Brasil 2016 geführt. In der Liga aber keine Verbesserung der Platzierung erreicht.
Im Oktober 2016 erhielt Vieira ein neues Engagement. Er unterzeichnete beim São Bernardo FC für die Austragung der Spiele um die Staatsmeisterschaft 2017. Ende März erhielt er seine vorzeitige Kündigung. Die Bilanz nach zwölf Spielen waren drei Siege, ein Unentschieden und acht Niederlagen. Er kehrte danach in seine Heimat zurück.
Ende Oktober 2017 ging Vieira zum Moreirense FC. Er sollte den Klub bis zum Ende der Primeira Liga 2017/18 betreuen. Im Februar 2018 lag der Klub auf einem Abstiegsplatz. Sein Vertrag wurde daraufhin im gegenseitigen Einvernehmen aufgelöst. Im Juni erhielt er einen neuen Kontrakt beim FC Famalicão für die LigaPro 2018/19. Nach drei sieglosen Spielen in Folge wurde ihm im März 2019 gekündigt. Trainer und Verein hatten sich darauf geeinigt, den bestehenden Vertrag zu beenden. Zu dem Zeitpunkt waren acht Runden bis zum Ende der Meisterschaft zu spielen. Obwohl Famalicão mit zwei Punkten mehr als Académica de Coimbra in der Aufstiegszone stand, führten die schlechten Ergebnisse zum Sturz des Trainers.
Im Mai 2019 schloss Vieira einen Kontrakt mit dem SC Farense einen Vertrag für die LigaPro 2019/20. Die Meisterschaft musste aufgrund der COVID-19-Pandemie nach dem 24. Spieltag abgebrochen werden. Farense lag zu dem Zeitpunkt auf dem zweiten Plat und erreichte dadurch den Aufstieg in die Primeira Liga 2020/21. Farense trat damit erstmals seit 18 Jahren in der Primeira Liga an. Vieira erhielt daraufhin im Mai 2020 einen neuen Kontrakt über drei Jahre. Im Januar 2021 endete seine Anstellung bei dem Klub vorzeitig, nachdem dieser sich auf letzten Tabellenplatz wiederfand.
Erst im Juni 2022 erklärte sich mit dem CF Estrela Amadora wieder ein Klub bereit Vieira eine Chance zu geben. Er sollte den Klub in der Liga Portugal 2 2022/23 betreuen. Ihm gelang es, den Klub auf den dritten Platz und damit in die Relegation zur Primeira Liga 2023/24 zu führen. Nach 2:1 im Hin- und 1:2 im Rückspiel, konnte Marítimo Funchal durch Elfmeterschießen mit 3:2 besiegt werden. Estrela Amadora war zuvor in der Liga Vitalis 2009/10 zuletzt in der obersten Spielklasse Portugals angetreten. Obwohl er mit dem Klub den 14. Platz belegte und den Klassenerhalt sicherte, wurde sein bis Juni 2026 laufender Vertrag nach Saisonende beendet.
Im August 2024 machte der Portimonense SC öffentlich Vieria als Trainer eingestellt zu haben. Der Klub hatte die Relegation verloren und musste in der Liga Portugal 2 2024/25 antreten. Der Kontrakt erhielt eine Laufzeit bis Juni 2026. Nach nur drei Spielen kündigte er von sich aus seinen Vertrag wieder. Anfang Januar 2025 gab der Académico de Viseu FC bekannt, Viera als neuen Trainer eingestellt zu haben. Der Kontrakt erhielt eine Laufzeit bis zum 30. Juni 2025.